# 中島辰次郎
中島 辰次郎（なかじま たつじろう、1916年3月 - 1989年6月22日）は大日本帝国陸軍の特務機関員。戦後はキャノン機関や公安警察の協力者であったとされる。

## 来歴・人物
千葉県出身。東京府立第三中学校（現・東京都立両国高等学校・附属中学校）卒業。第二次世界大戦中は日高富明大佐の部下で陸軍特務機関員。
1960年12月24日に起きた漁船の船長らによる密出国事件「旭洋丸事件」の一審判決（松江地方裁判所浜田支部）における認定では、中島はかつての関東軍の特務機関員であり、終戦後には在日米軍の情報員となり、以後、「内閣調査室」「韓国景武台機関」に籍を置き、共産圏国家の情報蒐集にあたったとされている。
1963年9月、有楽町の喫茶店「ナイル」で、砒素の入ったコーヒーを飲まされ、暗殺されかかるが、応急処置で九死に一生を得る。
1970年7月、週刊誌『アサヒ芸能』で松川事件の真犯人であると発言したため、1970年8月12日、第63回国会・衆議院法務委員会で、日本共産党の青柳盛雄議員が取り上げたことがある。1989年、腸閉塞のため死去。

## 著書
- 『馬賊一代 大陸流転記』番町書房、1973年